# Cuiabá
Cuiabá (udtales kujaˈba) er hovedstaden i delstaten Mato Grosso i Brasilien. Byen har 650.877 (2022) indbyggere.
Cuiabá er beliggende lige præcis i centrum af Sydamerika og sammen med nabobyen Várzea Grande udgør byen et samlet byområde.
Byen er grundlagt i 1719 under guldfeberen, og den har været delstatshovedstad siden 1818. Den er handelscentrum for kvægopdræt og landbrug. Den økonomiske udvikling har været begrænset af Cuiabás isolerede beliggenhed og af mangel på arbejdskraft. Flodbåde udgør en vigtig transportform.
Termiske kraftværker og vandkraftværker i området er blevet udvidet siden færdiggørelsen af naturgasrørledningen fra Bolivia i 2000. Byen er hjemsted for Federal University of Mato Grosso og delstatens største fodboldstadion, Arena Pantanal, som benyttes under VM i fodbold 2014.
Byen er er præget af en blanding af europæisk, afrikansk og indiansk indflydelse, hvilket ses på flere museer i byen. Cuiabá er også notabel for sin madkultur, dans, musik og håndarbejde. Den kendes som "Den sydlige port til Amazonas" og klimaet er varmt fugtigt tropisk klima. Som værtsby for VM i fodbold 2014, ventes temperaturer og luftfugtighed mere medgørlige, eftersom VM afholdes i vintermånederne.

## Galleri
- Arena Pantanel i Cuiabá i Mato Grosso, Brasilien.
- Cuiabá-floden med byen i baggrunden.